# Street Fighter
Street Fighter (ストリートファイター Sutorīto Faitā?, Luchador callejero) es una serie de videojuegos de lucha creada por la empresa japonesa Capcom. El primer título, Street Fighter, apareció en el año 1987 en Arcade y gozó de cierta popularidad, pero fue su continuación, Street Fighter II, la que causó una verdadera revolución y provocó el boom de los juegos de lucha en salones recreativos. Se pusieron a la venta millones de copias en versiones caseras para consolas por todo el mundo. Hubo múltiples versiones de esta segunda entrega, a la que le siguieron secuelas, crossovers con personajes de franquicias como Marvel Comics o SNK, películas, series de televisión y todo tipo de merchandising.

## Características
Los juegos de esta serie son generalmente de pelea uno contra uno, aunque existen juegos como X-Men vs. Street Fighter y Street Fighter X Tekken cuyos combates son de relevos de dos contra dos, así como juegos en los que pelean dos personajes contra uno de manera simultánea, como en Street Fighter Alpha.
El objetivo del juego es usar distintos tipos de ataques para agotar los puntos de vida del rival, al mismo tiempo que se usan técnicas defensivas para evitar recibir daño. Los personajes pueden usar ataques cuerpo a cuerpo, proyectiles de energía a distancia o incluso armas. Cada versión de Street Fighter cuenta con diferentes personajes, técnicas, sistemas de combate y modos de juego.
Esta serie fue pionera en el género de combates al usar combinaciones de botones para ejecutar golpes especiales, como presionar dos botones a la vez, ejecutar movimientos diagonales con el control o combinaciones de movimientos de dirección y botones. En estos juegos es fundamental realizar "Combos", nombre que se da a conectar varios golpes consecutivos al rival, sin que este tenga posibilidad de defenderse, para así obtener una ventaja sobre el rival. La palabra "Combo" es una abreviatura de combination (combinación) y fue con Street Fighter que Capcom creó este concepto dentro del género de lucha.
Con cada entrega, las características de juego fueron mejorando y ampliándose. Street Fighter II tuvo como novedad primordial poder elegir a cualquier personaje para pelear y no solo a los protagonistas, a diferencia del primer Street Fighter solo se podía elegir a Ryu o Ken (jugador 1 y jugador 2, respectivamente) y luchar contra un rival controlado por la CPU.

## Historia

### Videojuegos pertenecientes a esta saga
| 1987 | Street Fighter                                 |
| 1988 |                                                |
| 1989 |                                                |
| 1990 | Street Fighter 2010: The Final Fight           |
| 1991 | Street Fighter II                              |
| 1992 | Street Fighter II: Champion Edition            |
| 1992 | Street Fighter II Turbo                        |
| 1993 | Super Street Fighter II                        |
| 1994 | Super Street Fighter II Turbo                  |
| 1995 | Street Fighter Alpha                           |
| 1995 | Street Fighter: The Movie (Arcade)             |
| 1995 | Street Fighter: The Movie (Consola)            |
| 1996 | Street Fighter Alpha 2                         |
| 1996 | X-Men vs. Street Fighter                       |
| 1996 | Street Fighter EX                              |
| 1997 | Street Fighter III                             |
| 1997 | Marvel Super Heroes vs. Street Fighter         |
| 1997 | Street Fighter Collection                      |
| 1997 | Street Fighter III: 2nd Impact                 |
| 1998 | Street Fighter EX2                             |
| 1998 | Street Fighter Alpha 3                         |
| 1999 | Street Fighter III: 3rd Strike                 |
| 2000 | Street Fighter EX3                             |
| 2001 |                                                |
| 2002 |                                                |
| 2003 | Hyper Street Fighter II                        |
| 2004 | Street Fighter Anniversary Collection          |
| 2004 | Capcom Fighting Evolution                      |
| 2005 |                                                |
| 2006 | Street Fighter Alpha Anthology                 |
| 2007 |                                                |
| 2008 | Street Fighter IV                              |
| 2008 | Super Street Fighter II Turbo HD Remix         |
| 2009 |                                                |
| 2010 | Super Street Fighter IV                        |
| 2010 | Super Street Fighter IV: Arcade Edition        |
| 2011 | Super Street Fighter IV: 3D Edition            |
| 2012 | Street Fighter X Tekken                        |
| 2012 | Street Fighter X Mega Man                      |
| 2013 |                                                |
| 2014 | Ultra Street Fighter IV                        |
| 2015 |                                                |
| 2016 | Street Fighter V                               |
| 2017 | Ultra Street Fighter II: The Final Challengers |
| 2018 | Street Fighter V: Arcade Edition               |
| 2018 | Street Fighter 30th Anniversary Collection     |
| 2019 |                                                |
| 2020 | Street Fighter V: Champion Edition             |
| 2021 |                                                |
| 2022 | Capcom Fighting Collection                     |
| 2023 | Street Fighter 6                               |
| 2024 | Marvel vs. Capcom Fighting Collection          |
| 2025 | Capcom Fighting Collection 2                   |

### Street Fighter(1987)
Street Fighter, diseñado por Takashi Nishiyama y Hiroshi Matsumoto, debutó para Arcade en 1987. El jugador controla a Ryu, un artista marcial oriundo de Japón, para competir en un torneo mundial de artes marciales que incluye a diez oponentes de cinco países. Un segundo jugador puede controlar a Ken Masters, el rival amistoso de Ryu originario de Estados Unidos. El jugador puede realizar tres tipos de golpes y tres tipos de patadas, cada uno de diferente velocidad y fuerza, así como tres ataques especiales: Hadōken, Shōryūken, y Tatsumaki Senpūkyaku, que requieren llevar a cabo combinaciones especiales de palanca y botones.
Street Fighter fue adaptado a muchos tipos de computadoras personales, incluyendo MS-DOS. En 1987, fue adaptado a la consola TurboGrafx-CD con el nombre Fighting Street. Street Fighter posteriorment fue incluido en el juego compilatorio Capcom Classics Collection: Remixed para la consola portátil PlayStation Portable y en su secuela Capcom Classics Collection Vol. 2, para las consolas PlayStation 2 y Xbox. También aparece en el juego compilatorio Street Fighter 30th Anniversary Collection para la octava generación de consolas y Windows.

### Street Fighter II(1991)
Street Fighter II: The World Warrior fue publicado en 1991 después de un intento fallido para promocionar al juego Final Fight de 1989 como una secuela de Street Fighter. Este es uno de los primeros juegos arcade de la plataforma de hardware CP System, propietaria de Capcom, y fue diseñado por Akira Nishitani y Akira Yasuda, quienes también diseñaron Final Fight y Forgotten Worlds.
Street Fighter II es el primer juego de lucha uno contra uno que dio a los jugadores la posibilidad de elegir entre distintos personajes, cada uno con movimientos únicos, permitiendo así partidas más diversas. Cada personaje tiene un estilo de pelea único y cuenta con aproximadamente treinta movimientos, entre los que se incluyen nuevos movimientos para lanzar al oponente, así como dos o tres ataques especiales. En el modo de un jugador, el personaje seleccionado se enfrenta en secuencia contra otros siete personajes antes de luchar contra los cuatro jefes finales, que son personajes que solo la CPU puede elegir y controlar. Al igual que en el primer juego de la serie, un segundo jugador puede unirse en cualquier momento para tener partidas competitivas uno contra uno.
Street Fighter II superó la popularidad de su predecesor, teniendo un éxito enorme e inesperado que convirtió a Street Fighter en una franquicia multimedios. Han sido recaudados más de 10 mil millones de dólares, ajustados a la inflación de 2017, de todas las versiones de Street Fighter II, originados principalmente de arcade. y con ventas de más de 14 millones de copias de las versiones para las consolas Super Nintendo y Sega Genesis/Mega Drive.

### Street Fighter Alpha(1995)
Street Fighter Alpha: Warriors' Dreams (Street Fighter Zero en Asia), fue publicado en 1995. Usa diseños de personaje y escenarios influenciados por Street Fighter II: The Animated Movie. Alpha amplía el sistema de Super Combo introducido en Super Turbo al aumentar en número de barras de Super Combo de una a tres, permitiendo acumular Super Combos e introduciendo las mecánicas de Alpha Counters y Chain Combos. El argumento de Alpha se sitúa entre los dos primeros juegos de Fighter games y desarrolla las historias y rivalidades de muchos personajes clásicos de Street Fighter II. Cuenta con diez personajes jugables, inmediatamente disponibles, además de tres personajes secretos, entre ellos versiones más jóvenes de personajes de Street Fighter II, así como personajes del primer Street Fighter y de los juegos Final Fight, como es el caso de Adon y Guy, respectivamente.
Street Fighter Alpha 2 agrega escenarios, música y finales de historia nuevos para algunos personajes, que en algunos casos corresponden con los presentados en el primer juego Alpha. Este juego reemplaza el sistema Chain Combo con el sistema de Custom Combos, que requieren una porción de la barra de Super Combo para ser usados. Alpha 2 conserva a los trece personajes del primer juego y agrega a cinco más, así como a versiones secretas de los personajes que regresan de la primera entrega. Alpha 2 tuvo una versión para Arcade que incorporaba alguna mejoras, Street Fighter Zero 2 Alpha, que estuvo disponible en Japón y Brasil, y fue llevada a consolas caseras con el nombre Street Fighter Alpha 2 Gold y Zero 2′ Dash en Japón.
El tercer y último juego de la serie Alpha, Street Fighter Alpha 3, fue publicado en 1998, después de la salida de Street Fighter III: 2nd Impact y Street Fighter EX. Alpha 3 agrega tres personajes jugables, para un total de 28. Este juego permite elegir entre tres versiones diferentes para cada personaje, llamadas isms, que cambian distintos aspectos del sistema de juego, como los usos disponibles de las barra de Super Combo y si es posible bloquear en el aire, entre otros.
Distintas versiones de los tres juegos de la serie Alpha aparecieron para PlayStation y Sega Saturn, así como versiones específicas de algunos juegos de la serie para Game Boy Color, Super Nintendo, Dreamcast y Windows.

### Street Fighter EX(1996)
En 1996, Capcom coprodujo el juego de lucha en 3D Street Fighter EX, en asociación con Arika, una compañía fundada por Akira Nishitani, quien fuera parte del equipo de desarrollo de Street Fighter II. Este juego fue desarrollado para el harware ZN-1, basado en la consola PlayStation. EX combina a los personajes clásicos de Street Fighter con otros más creados por Arika, los cuales son propiedad de esta compañía. Le siguió una versión actualizada, Fighter EX Plus, publicada en 1997, que ampliaba la cantidad de personajes jugables. Ese mismo año, una versión casera con personajes y características adicionales, llamada de Street Fighter EX Plus Alpha, fue lanzada para PlayStation.
En 1998 fue publicada una secuela, Street Fighter EX2, desarrollada para el hardware ZN-2. El sistema de Custom Combos de la serie Alpha fue reintroducido y se amplió el repertorio de personajes. En 1999, EX2 tuvo una versión actualizada, Street Fighter EX2 Plus. Ese mismo año, una versión de EX2 Plus apareció para PlayStation.
El tercer juego de la serie, Street Fighter EX3, fue publicado como un juego de lanzamiento para la consola PlayStation 2 en el 2000. Este juego incluye un sistema de juego de relevos, un modo que permitía a un jugador pelear has con tres oponentes al mismo tiempo y otro modo que permitía otorgar a Ace, un personaje nuevo, una selección de movimientos comprados con puntos de experiencia. Los personajes jugables incluían a muchos de las versiones previas de la serie EX.
Algunos de los personajes propiedad de Arika han aparecido en otros juegos, tales como Fighting Layer y Fighter Maker. Fighting EX Layer, un juego en el que inicialmente sólo aparecen personajes propiedad de Arika, fue lanzado en 2018 para PlayStation 4, Windows y Arcade.

### Street Fighter III(1997)
Street Fighter III: New Generation debutó en Arcade para el hardware CPS3 de Capcom en 1997. Street Fighter III descartó a la mayoría de personajes jugables de entregas anteriores, conservando únicamente a Ryu y Ken, sustituyéndolos por personajes nuevos entre los que se encuentra Alex, que fue designado como el nuevo personaje principal de la historia, así como Gill, que reemplazó a M. Bison como antagonista principal. Street Fighter III introdujo el sistema de selección de tres Super Arts distintos, que reemplazan a los Super Combos de juegos anteriores, y la habilidad de realizar un parry (bloqueo ofensivo) a los ataques del oponente como mecánica defensiva.
Street Fighter III: 2nd Impact apareció varios meses después de la salida de Street Fighter III: New Generation's, este juego incluía ajustes al sistema de juego y tres personajes jugables adicionales, dos completamente nuevos y el regreso de Akuma de Street Fighter II. Street Fighter III: 3rd Strike, publicado en 1999 es la tercera y última iteración de Street Fighter III, juego en el que regresa Chun-Li como personaje jugable, así como cuatro personajes nuevos adicionales.
Los dos primeros juegos de la serie Street Fighter III fueron llevados a la consola Dreamcast como parte de una compilación llamada Double Impact. Adaptaciones de 3rd Strike aparecieron para Dreamcast como juegos individuales y en el 2004 como parte de la compilación Street Fighter Anniversary Collection para las consolas PlayStation 2 y Xbox. Street Fighter III Third Strike: Online Edition, una versión en línea descargable de este juego, fue puesta a la venta en 2011 para PlayStation Network y Xbox Live Arcade.
La serie completa de Street Fighter III apareció como parte de la compilación Street Fighter 30th Anniversary Collection para PlayStation 4, Xbox One, Steam y Nintendo Switch.

### Street Fighter IV(2008)
El concepto original para de Street Fighter IV, llamado Street Fighter IV Flashback, nunca avanzó más allá de una propuesta de proyecto. En 2007, más de ocho después de la salida de Street Fighter III 3rd Strike, Capcom reveló Street Fighter IV en el evento Capcom Gamers Day en Londres. Street Fighter IV fue concebido como una secuela directa a la serie Street Fighter II e incluye a los doce personajes jugables de esa serie, así como a Akuma, acompañados de seis personajes nuevos. La historia del juego se sitúa cronológicamente entre Street Fighter II y Street Fighter III.
El sistema de juego, aunque aun se desarrolla en dos dimensiones, presenta gráficos en 3D con efecto de sombreado plano, inspirados por las pinturas sumi-e japonesas. El sistema Super Combo aparece nuevamente en este juego, así como mecánicas nuevas como los movimientos de Focus Attacks (Saving Attacks en Japón), usados para contraatacar, así como los movimientos Ultra Combo, similares al sistema Rage Gauge de algunos juegos de SNK.
La versión de Arcade, para el hardware Taito Type X2, se distribuyó en Japón durante el 2008, con un lanzamiento limitado en América del Norte y el Reino Unido. Una versión casera fue publicada en el 2009 para las consolas PlayStation 3, Xbox 360, así como para Windows. Esta versión tenía una mayor cantidad de personajes jugables, segmentos animados que mostraban la historia de cada personaje y un modo de desafíos similar a los Expert Challenges de Street Fighter EX.
Super Street Fighter IV fue lanzado en el 2010 como un juego independiente; esta versión incluye a diez personajes adicionales, entre ellos a dos completamente nuevos, así como ajustes al balance del juego, un segundo movimiento Ultra Combo para cada personaje y mejoras para el juego en línea. En el 2011, Super Street Fighter IV: 3D Edition, una versión portátil de Street Fighter IV que usa tecnología 3D estereoscópica, apareció para la consola portátil Nintendo 3DS. Super Street Fighter IV: Arcade Edition fue lanzado en el 2012, incorporando a cuatro personajes adicionales. Una actualización más de Street Fighter IV, Ultra Street Fighter IV, apareció en 2014 para Arcade, como contenido descargable para las versiones caseras existentes del juego y como juego independiente; además de ajustes al juego y modos de juego adicionales, incluye a cinco personas adicionales. En el 2015 Street Fighter IV fue lanzado para PlayStation 4.

### Street Fighter V(2016)
Street Fighter V fue lanzado en el 2016 como título exclusivo para la consola PlayStation 4 y PC con la opción de jugar partidas entre distintas plataformas. Su versión inicial incluía a dieciséis personajes, entre ellos doce que regresaban de Street Fighter, Street Fighter II y de la serie Alpha, así cuatro personajes completamente nuevos. Este juego siguió un modelo de contenido descargable de pago por Seasons (temporadas), en cada una agregando seis personajes adicionales, con cinco en total. Por su parte, las actualizaciones de balance de juego y corrección de errores se encontraban disponibles para descarga a todos los jugadores, aunque no hubieran comprado contenido descargable.
En el 2018 Street Fighter V una actualización mayor, llamada Street Fighter V: Arcade Edition; y en 2020 recibió otra actualización mayor más, denominada Street Fighter V: Champion Edition que incluía el contenido descargable agregado al juego, llegando a un total de 46 personajes seleccionables, incorporando entre ellos a personajes de Street Fighter III, Final Fight y Rival Schools.

### Street Fighter 6(2023)
Street Fighter 6 se desarrolló para Windows, Steam, PlayStation 4, PlayStation 5, y Xbox Series X y series S, fue lanzado el 2 de junio de 2023. Este juego está desarrollado con la RE Engine de CAPCOM e incluye múltiples características nuevas, tales como comentaristas durante las partidas, un modo de aventura para un jugador y avatares personalizables.

### Crossovers (1996-2018)

##### Marvel Comics
En 1994 Capcom lanzó para arcade X-Men Children of the Atom, basado en los X-Men de Marvel Comics, en el que apareció Akuma de Street Fighter II como personaje oculto.
En 1996 Capcom lanzó X-Men vs. Street Fighter, un crossover entre los personajes de la serie Street Fighter Alpha y X-Men que además introdujo un sistema de combate de relevos con equipos de dos personajes. Le siguió Marvel Super Herores vs Street Fighter en 1997, que incorporaba a los personajes de Marvel que aparecieron en Marvel Super Heroes de 1995. Marvel vs. Capcom: Clash of Super Heroes de 1998 amplió la selección de personajes seleccionables para incluir a otras franquicias de Capcom además de Street Fighter y su secuela, Marvel vs. Capcom 2: New Age of Heroes de 2000, incluyó a una selección aún mayor de personajes de las dos empresas y amplio el sistema de combate a relevos de equipos con tres integrantes.
Once años después, Marvel vs. Capcom 3: Fate of Two Worlds fue lanzado en 2011, con Akuma, Chun-Li y Ryu de Street Fighter II y Crimson Viper de Street Fighter IV como personajes seleccionables; Ultimate Marvel vs. Capcom 3, una actualización de este juego, fue lanzada a finales de ese mismo año.
Marvel vs. Capcom: Infinite fue publicado en 2017. En este título se regresa a los equipos de dos integrantes el uso de las Gemas del Infinito como una mecánica de juego que otorga ventajas al jugador que las usa.

##### SNK
Capcom produjo una serie de crossover con SNK, una de sus competidoras en el género de juegos de lucha. Entre incluyen a Capcom vs. SNK: Millenium fight 2000 lanzado el año 2000, que incluía principalmente a personajes de Street Fighter por parte de Capcom y de The King of Fighters por parte de SNK. Le siguieron en 2001 Capcom vs SNK Pro, una actualización menor y posteriormente una secuela, Capcom vs. SNK 2: Mark of the Millennium 2001 Estos tres juegos fueron producidos para el hardware de arcade NAOMI. SNK también produjo juegos en esta serie de crossover, SNK vs. Capcom: The Match of the Millenium para la consola portátil Neo Geo Pocket Color en 1999 y SNK vs. Capcom; SVC Chaos para el hardware Neo-Geo en 2003.

##### Namco-Bandai
Capcom y Namco produjeron en conjunto el juego de rol estratégico Namco × Capcom para PlayStation 2 en 2005, exclusivo de Japón. Ryu y Ken son seleccionables en Project X Zone de 2012, un juego de rol estratégico que incluye a personajes de Sega, Namco-Bandai y Capcom.
Street Fighter X Tekken fue lanzado en 2012, con más de cincuenta personajes seleccionables tanto de Street Fighter como de la serie de juegos de lucha Tekken, de Namco. Street Fighter X Tekken fue desarrollado por Capcom y se planeó que Namco desarrollara Tekken X Street Fighter, pero su desarrollo se encuentra en pausa indefinida.
En 2016 Akuma apareció como personaje invitado en Tekken 7.

##### Tatsunoko
Tatsunoko vs. Capcom: Cross Generation of Heroes fue lanzado en 2008, presentando a personajes del estudio de animación Tatsunoko Production y Capcom, entre ellos a Ryu, Chun-Li y Alex de Street Fighter. En un principio este juego fue exclusivo de Japón pero como respuesta a la demanda internacional, su actualización Tatsunoko vs. Capcom: Ultimate All-Stars, estuvo disponible en el resto del mundo en 2010.

##### Nintendo
Personajes de Street Fighter y otras franquicias de Capcom aparecen en el juego crossover Super Smash Bros. para Nintendo 3DS y Wii U de 2014 desarrollado por Nintendo. Ryu es un personaje seleccionable y también se incluye como contenido descargable su escenario de Street Fighter II, Suzaku Castle. Ryu y su escenario regresan en Super Smash Bros. Ultimate de 2018 y se une Ken como personaje seleccionable, además de que también aparecen otros personajes de Street Fighter como «espíritus», que otorgan mejoras a los personajes elegidos por el jugador.

##### Otras franquicias de Capcom
Street Fighter X Mega Man es un videojuego de plataformas desarrollado por el fan Seow Zong Hui que Capcom distribuyó y publicó para PC en 2012 como un juego gratuito. Basado en el sistema de juego de la serie Mega Man de NES, el jugador controla a Mega Man para luchar contra varios personajes de Street Fighter y al derrotarlos obtener sus técnicas de combate.

## Orden cronológico de los juegos
La secuencia de la historia de Street Fighter no corresponde con el orden de lanzamiento de los juegos, debido a que cada juego se ubica en una etapa de la línea temporal diferente. Por ejemplo, aunque Street Fighter Alpha fue lanzado después que Street Fighter II, ocurre cronológicamente antes que este último, lo cual es evidente por la apariencia más joven de varios personajes y la ausencia de otros.
El orden cronológico de la historia de los videojuegos de la franquicia Street Fighter es el siguiente:
1. Street Fighter
2. Street Fighter Alpha
3. Street Fighter Alpha 2
4. Street Fighter Alpha 3
5. Street Fighter II
6. Street Fighter IV
7. Street Fighter V
8. Street Fighter III: New Generation
9. Street Fighter III: Second Impact
10. Street Fighter III: Third Strike
11. Street Fighter 6

## Personajes
Debido al gran número de entregas y versiones aparecidas de Street Fighter, existen multitud de personajes. Si bien Ryu y Ken son los únicos personajes que han aparecido sin excepción en todos los juegos principales, se considera a la plantilla original de Street Fighter II como los personajes principales de la serie:

### Principales
- Ryu
- Ken
- E. Honda
- Blanka
- Guile
- Chun-Li
- Zangief
- Dhalsim
- Balrog
- Vega
- Sagat
- M. Bison

### Cambio de nombres
Cinco personajes vieron alterados sus nombres originales japoneses por la filial americana de Capcom cuando los juegos llegaron a Estados Unidos. Estos cambios también afectaron a las versiones de los juegos para Europa:
- M. Bison (Japón) / Balrog (EE. UU.): el nombre original japonés del boxeador afroestadounidense es M. Bison. La "M" es la inicial de "Mike", por lo que su nombre completo es Mike Bison. Apareció en el primer Street Fighter con el nombre de Mike, pero en Street Fighter II se mostró su nombre completo. El personaje es un homenaje al boxeador estadounidense Mike Tyson (el nombre suena prácticamente igual). Al distribuirse el juego en EE. UU., un problema legal obligó a Capcom América a cambiar el nombre del personaje, ya que no quisieron tener problemas con los mánagers de Mike Tyson (hay que puntualizar que el primer Street Fighter fue distribuido en Estados Unidos con el personaje de Mike sin modificar el nombre. Capcom nunca confirmó que Mike y M. Bison fueran el mismo personaje). En lugar de inventar otro nombre, decidieron cambiar los nombres de tres de los cuatro jefes finales de Street Fighter II. De este modo, M. Bison pasó a llamarse Balrog en Estados Unidos y en Europa.

- Balrog (Japón) / Vega (EE. UU.): el personaje español originalmente se llama Balrog en Japón, pero su nombre fue cambiado a Vega en Estados Unidos al considerar el nombre "Vega" como un apellido español.

- Vega (Japón) / M. Bison (EE. UU.): el jefe final de Street Fighter II es conocido como Vega en Japón, pero en Occidente se le conoce como M. Bison. En un principio, al no aclarar el significado de la "M", dio lugar a nombres como "Mister Bison" o "Master Bison", en un intento por interpretarla. Incluso de manera más o menos oficial se llegó a aceptar que la "M" de Bison era el rango que este personaje de aspecto militar tenía en su oscura organización Shadowlaw: "Major Bison" (o en español "Mayor Bison"). Esto se acentuó particularmente porque el personaje, en las primeras versiones de Street Fighter II, llevaba en su gorra una insignia de una estrella que, en la mayoría de las organizaciones militares del mundo, significa que tiene el rango de mayor.

- Gouki (Japón) / Akuma (EE. UU.): este personaje es llamado Gouki en Japón. Capcom América pensó que ese nombre sonaba "raro" y hasta les parecía ridículo, así que decidieron renombrarlo como Akuma, que en japonés significa "demonio". Capcom América no supo que al separar los dos kanji que forman el nombre de Gouki, se obtiene el significado de "gran demonio".

- Nash (Japón) / Charlie (EE. UU.): este personaje es el mejor amigo de Guile. Al finalizar el juego con Guile en Street Fighter II vemos cómo clama venganza por la muerte de su amigo Nash, pero esto solo puede leerse en la versión japonesa porque Capcom América decidió cambiar ese nombre por Charlie, un nombre más típico para un soldado norteamericano. Cuando Nash "resucitó" en la sub-serie Street Fighter Alpha, el nombre de Nash fue cambiado de nuevo por el de Charlie. A partir de Street Fighter V, Capcom adaptó el nombre completo de este personaje como Charlie Nash ("Charlie" como nombre y "Nash" como primer apellido) en un intento de unificar los nombres de ambas versiones. Debido a esto, en Street Fighter V otros personajes a veces se refieren a él como Charlie o Nash. Sin embargo, en Japón se le sigue llamando Nash y en América y Europa continúa siendo llamado Charlie.

| Fuera de Japón | Japón (nombre original) |
| -------------- | ----------------------- |
| Balrog         | Mike Bison              |
| Vega           | Balrog                  |
| M. Bison       | Vega                    |
| Charlie        | Nash                    |
| Akuma          | Gouki                   |

## Competidores de deportes electrónicos
Daigo Umehara, conocido como "Daigo" o "The Beast" (La bestia) en occidente y "Umehara" o "Ume" en Japón, es uno de los jugadores más famosos de Street Fighter en el mundo y frecuentemente es considerado como uno de los mejores en la historia de la serie. Actualmente es poseedor de dos récords mundiales Libro Guinness de los récords, por "[El video de] videojuegos de lucha más visto" y por puntaje de clasificación más alto en Street Fighter IV.
Evo Moment #37 (Momento Evo número 37), también conocido como el "Daigo Parry", es una porción de la partida de semifinales del torneo de Street Fighter III: 3rd Strike ocurrido durante el torneo Evolution Championship Series 2004 (Evo 2004), disputada entre Umehara y Justin Wong. Durante esta partida, Umehara realizó una remontada inesperada, usando la mecánica parry de ese juego para detener quince ataques consecutivos del ataque "Super Art" de Wong tenía un único pixel de vitalidad restante. Umehara posteriormente ganó la partida. "Evo Moment #37" es descrito frecuentemente como uno de los momentos más representativos de las competencias de videojuegos.
Hajime "Tokido" Taniguchi ha encabeza clasificaciones de jugadores de Street Fighter, como la compilada por SRK Data eSports. Originario de Japón, Taniguchi ha ganado tres veces el torneo EVO y también es reconocido como uno de los mejores jugadores de Street Fighter de la historia.
Mike "Brolylegs" Begum es un jugador que ha alcanzado altas posiciones en clasificaciones mundiales de Street Fighter y ha aparecido en el programa de televisión E:60 de la cadena de televisión estadounidense ESPN. Begum tiene una discapacidad motriz que lo obliga a jugar operando los controles del juego con su boca.

## Influencia
Debido al gran éxito que tuvo Street Fighter II, otras empresas desarrollaron sus propios títulos de lucha con el fin de seguir la estela del éxito de Capcom, evidenciando mucha influencia. Algunos de los títulos más relevantes fueron:
- Fatal Fury (SNK)
- Art of Fighting (SNK)
- The King of Fighters (SNK)
- Samurai Shodown (SNK)
- The Last Blade (SNK)
- World Heroes (ADK/SNK)
- Aggressors of Dark Kombat (ADK/SNK)
- Fighter's History (Data East)
- Tuff E Nuff (Jaleco)
- Rage of the Dragons (Evoga)
- Power Instinct (Atlus)
- Mortal Kombat (Midway)
- Killer Instinct (Rare)
- Eternal Champions (Sega)

## Apariciones relacionadas conStreet Fighteren otros videojuegos
Referencias a Street Fighter han aparecido en otros videojuegos de una forma u otra, ya sea como personajes jugables o simplemente como parodias o en imágenes:
- Asura's Wrath
- Rival Schools (Arcade y PSOne): Sakura aparece como uno de los luchadores disponibles. En su final se puede ver momentáneamente a Ryu y en un escenario se muestran logos de Street Fighter Alpha 3 y Street Fighter III: 3rd Strike.
- Project Justice: Rival Schools 2 (Arcade y Dreamcast): En un escenario aparece el logo de Capcom Vs. SNK en una pantalla gigante, con imágenes de Ryu y Kyō Kusanagi (este último de la saga The King of Fighters).
- Cannon Spike (Arcade y Dreamcast): Charlie y Cammy aparecen como personajes jugables y Vega como jefe.
- X-Men: Children of the Atom (Arcade, PSOne y Sega Saturn): Akuma aparece como personaje jugable oculto.
- Onimusha: Dawn of Dreams (PlayStation 2): Los personajes pueden vestirse con atuendos de personajes de Street Fighter.
- Crimson Tears (PlayStation 2): Los tres protagonistas pueden vestirse trajes basados en Street Fighter.
- Final Fight 2: Chun-Li se observa comiendo en el nivel 1 de este juego, también aparece Guile.
- Final Fight: Streetwise (PlayStation 2, X-Box): Cammy y Joe aparecen como contrincantes en las luchas clandestinas.
- Saturday Night Slan Masters (Arcade): Chun Li aparece entre el público a la izquierda de la pantalla y E. Honda en la parte superior del centro del ring.
- Ring of Destruction: Slam Masters 2: E. Honda, Zangief y Balrog aparecen en varios escenarios.
- Mega Man X: X puede hacer la técnica Hadouken, activada en una cápsula en la que aparece el Dr. Light vestido como Ryu.
- Mega Man X2: X puede hacer la técnica Shoryuken.
- Mega Man X4: Magma Dragoon es similar a Akuma.
- Mega Man X8, al adquirir el K.Knuckle con Zero, este es capaz de realizar el Tatsumaki Senpuu-Kyaku con el arma obtenida de Dark Mantis y el Shoryuken con el arma de Avalanche Yeti.
- Mega Man 9 (PlayStation 3, Xbox 360 y Wii): Chun-Li aparece como reportera, mismo oficio que tiene en la película Street Fighter: Ultimate Battle.
- Disney's Magical Mirror Starring Mickey Mouse (Nintendo GameCube): Mickey Mouse puede hacer la técnica Hadouken o Shoryuken para destruir cinco barriles que el fantasma le pone.
- Harvey Birdman: Attorney at Law: Guile hace una aparición en este juego.
- Rayman Raving Rabbids (Wii): Los conejos protagonistas de este juego pueden ser disfrazados como Ryu y Ken.
- Los Simpson: El videojuego: Ryu y Ken aparecen parodiados en uno de los niveles.
- Mortal Kombat: Armageddon (PlayStation 2): En el modo "Krea tu luchador" se puede vestir a los personajes con ropas y cabellos iguales a los de Ryu, Akuma, Ken.
- Family Guy The Game (PlayStation 2, PSP): En algunos minijuegos Peter celebra imitando a Chun-Li.
- Breath of fire 3 (PlayStation): En el intro de la Batalla de "Ryu" contra el guardián "Garr", se puede ver a Chun-Li y a Sakura como espectadoras de la batalla final.
- Virtua Fighter (Sega Model 1): Los trajes de Akira y Jacky son similares a los de Ryu y Ken.
- SNK Vs. Capcom Card Fighters Clash: Capcom version, SNK Vs. Capcom Card Fighters Clash: SNK version, SNK Vs. Capcom Card Fighters 2: Expand Edition (Neo Geo Pocket Color) y SNK Vs. Capcom Card Fighters DS (Nintendo DS): incluyen cartas con personajes de casi todos los personajes de Street Fighter.
- Kirby and the Amazing Mirror (Game boy advance): Kirby puede hacer el hadoken, shoryuken, tatsumaki sepunkyaku y el demon kick si absorbes a un kan foo.
- Dead Rising 2 (Xbox 360): Te puedes encontrar una máscara de Blanka y si la recargas con baterías te dará descargas eléctricas.
- Devil May Cry 3: Dante's Awakening (PlayStation 2, PlayStation 3, Xbox 360 y PC): Dante puede hacer movimientos de Ryu, Ken, Akuma (en este caso Tenma Kuujin Kyaku), y Chun Li (en este caso Hyakuretsukyaku) si se equipan los guantes y espinilleras de Beowulf.
- Tekken 7, Akuma es un personaje jugable.
- Super Smash Bros. (Nintendo 3DS y Wii U): Ryu aparece como personaje jugable, así como el escenario Suzaku Castle.
- Super Smash Bros. Ultimate (Nintendo Switch): Ryu y Ken son personajes jugables.
- Amiibo: Una figura de Ryu salió a la venta el 18 de marzo de 2016.
- Fortnite: Ryu, Chun-Li, Cammy, Guile, Blanka y Sakura aparecen como atuendos.
- Power Rangers: Battle for the Grid (Nintendo Switch): Ryu y Chun-Li son personajes jugables.
- Brawlhalla: Ryu, Chun-Li, Akuma, Dhalsim, Sakura, Ken, M. Bison, y Luke son personajes jugables.

## Otros medios

### Películas y series de TV basadas en Street Fighter
- Street Fighter II: The Animated Movie (Street Fighter II Movie en Japón. Película de animación japonesa, 1994).
- Street Fighter: Ultimate Battle (Película realizada con actores reales, 1994).
- Street Fighter II-V (Serie de animación japonesa, 1995).
- Street Fighter (serie de televisión) (Serie de animación producida en EE. UU., 1995).
- Street Fighter Zero Movie (Street Fighter Alpha: La película, película de animación japonesa, 2000).
- Street Fighter Alpha: Generations (OVA coproducida por Japón y EE. UU., 2005).
- Street Fighter: La leyenda de Chun-Li (Película realizada con actores reales, 2009).
- Street Fighter IV: The Ties That Bind (Película de animación basada en Street Fighter IV, 2009).
- Super Street Fighter IV: Juri Ova (Película exclusiva para Xbox 360, 2010).
- Street Fighter: Legacy (Cortometraje de acción real, 2011).
- Street Fighter: Assassin's Fist (Miniserie con actores reales sobre la historia de Ryu y Ken, 2014).[41]
- Street Fighter: Resurrection, 2016.
- Street Fighter: World Warrior (2017, bajo la dirección de Joey Ansah, mismo que dirigió Street Fighter: Assasin's Fist, centrada principalmente en Guile y Chun-Li).[42]
- Street Fighter (sin fecha de estreno, película anunciada en 2023)[43]

### Cómics y Mangas basados enStreet Fighter
- Street Fighter: Cómic realizado por la empresa Udon Comics bajo la supervisión de Capcom, al parecer narra la historia de la saga Street fighter Alpha pero fue modificada.

- Street Fighter Zero: Manga creado por Masahiko Nakahira.

- Street Fighter: Sakura Ganbaru: Manga también escrito por Masahiko Nakahira, narra las aventuras del personaje Sakura Kasugano.

- Street Fighter 2: Manga escrito e ilustrado por Masaomi Kanzaki en 8 volúmenes que se basa en los hechos de Street Fighter 2.

- Street Fighter: la novela gráfica: Cómic estadounidense producido por Malibú Comics Entertainament publicado en España por Norma Editorial.

## Street Fighteren la cultura popular
- La mayoría de los personajes de Street Fighter II aparecen en la película Bloodsport.
- En la película City Hunter, Jackie Chan hace una parodia a Street Fighter.
- En la canción «Fireball» de Willow Smith en colaboración con la rapera Nicki Minaj, esta última menciona al juego diciendo «I'm the Street Fighter, call me Chun-Li» («Soy una luchadora callejera, llámame Chun-Li») y «cause' I'm a fireball, hadouken!» («porque soy una bola de fuego, ¡hadouken!»).
- La rapera Nicki Minaj publicó en 2018 un sencillo titulado «Chun-Li». Además de esto, la artista ha creado un alter ego claramente basado en este famoso personaje de la saga, formando parte de su universo artístico. En sus canciones menciona recurrentemente a Chun-Li.
- El rapero Santaflow tiene una canción, «Street Fighter», sobre esta saga de videojuegos.
- En la película chilena Play, varias veces aparecen imágenes del juego Street Fighter II y en una escena la protagonista lucha con otra mujer, apareciendo un marcador de energía muy similar al juego.
- En Julie y Los Fantasmas la protagonista aparece jugando al videojuego Street Fighter II.
- En la canción «Atrévete» de Calle 13 se hace alusión al videojuego en el verso «que tú eres callejera, Street fighter».
- En episodio 1 del anime Lucky Star, Konata cuenta como conoció a Tsukasa, en esas escenas se puede ver a un personaje muy similar a Guile, aunque con un rostro diferente y de nombre Foreigner. Cuando Konata lucha contra él, aparece el escenario de Ryu de Street Fighter II y ella usa un movimiento de este personaje.
- En el episodio 15 de Family Guy, de la temporada 9, se da una parodia donde hay un combate exactamente igual al juego del Street Fighter II entre Peter Griffin y Mr. Washee Washee. En este, Peter lucha imitando a Ken y sus técnicas, como Hadouken y Shoryuken, y Mr. Washee Washee imita los movimientos y técnicas de E. Honda. El escenario del combate es el de E. Honda, con la misma música de fondo y efectos de sonido.
- En La Pandilla de La Pantera Rosa, este personaje entra a un Arcade, vestido como Ryu y en el escenario de este personaje, enfrentando a un hombre similar a E. Honda. La pantera rosa usa el hadouken y la patada giratoria.
- En el episodio «The Words» de The Amazing World of Gumball, aparecen Darwin y Gumball peleando usando técnicas como el Hadouken y el Shoryuken y poses de victoria de algunos de los personajes; Darwin imita la pose de M.Bison y Gumball la de Chun-Li.
- En Wreck-It Ralph aparecen Zangief y M.Bison en una reunión de villanos de los videojuegos, contando sus testimonios. También aparecen Ryu, Ken, Cammy, Blank y Chun-Li en distintas escenas.
- En el episodio 9 del anime Yū Yū Hakusho, Yūsuke Urameshi intenta hacerse con la técnica secreta de Genkai, pueden observarse en un grupo de candidatos a esa técnica a Zangief, Dhalsim, E. Honda, Chun-Li y Ryu.
- En la película Shrek 2 Fiona lucha contra varios caballeros y los derrota efectuando el «Spinning Bird Kick» de Chun-Li y el «Shoryuken» de Ryu.
- En el episodio «Fight Fighters» de Gravity Falls, Dipper y Wendy juegan en arcade llamado Fight Fighters, que hace referencia a Street Fighter. Durante este episodio aparece un personaje salido de ese videojuego llamado «Rumble McSkirmish», que hace parodia a Ryu.
- En la película de 2017, It, el personaje Richard «Richie» Tozier interpretado por Finn Wolfhard está jugando en un arcade de Street Fighter I.
- En la película Jumanji: Welcome to the Jungle (2017), se puede ver al personaje principal, Spencer Gilpin (Alex Wolff), jugando al videojuego Street Fighter V al inicio de la película.
- En la serie mexicana La familia P. Luche, en el capítulo 26 «Bibi es Normal», Bibi aparece jugando un videojuego llamado Peluche Fighter que hace referencia a Street Fighter y ejecuta algunos combos propios de Ryu.
- En la película ¡Shazam!, Eugine, hermano adoptivo de Billy Batson, se dispone a utilizar los poderes compartidos por Shazam lanzando un rayo con sus manos a uno de los siete pecados capitales, gritando la palabra «Hadoken».
- En el anime Hi Score Girl, cuya trama gira en torno al mundo de los videojuegos, Street Fighter II es uno de los pilares de la historia y también se hacen referencia a otros juegos de la saga. Tanto habla a detalle de técnicas, movimientos especiales, combos de ataque y las historias de algunos personajes del juego, particularmente de Guile, que representa una especie de figura paterna para el protagonista.
- En Miraculous: las aventuras de Ladybug, en el episodio "Jugador", ocurren un torneo de videojuegos, donde el robot de Max imita los movimientos de Dhalsim y el robot de Marinette imita movimientos de Ryu y Zangief.
- En el anime Uzaki-chan wa Asobitai!, en el episodio 9, Hana y Sakurai, juegan videojuegos y se pueden observar personajes similares a Chun-Li y Ryu.
- En el episodio 11 del anime Tonikaku Kawaii aparece el videojuego Street Fighter V Champion Edition, siendo parte de la trama principal del episodio, posteriormente Tsukasa y Aya juegan el primero de la saga.